# William Steinberg
William Steinberg (geboren als Hans Wilhelm Steinberg 1. August 1899 in Köln; gestorben 16. Mai 1978 in New York City) war ein amerikanischer Dirigent deutscher Herkunft.

## Leben
Wilhelm Steinberg entstammte einer großbürgerlichen Kölner Familie des liberalen Judentums. Seine Eltern waren der Textilfabrikant Julius Steinberg und seine Frau Bertha geb. Matzdorf. Er studierte zuerst Klavier und Violine und dann bei Hermann Abendroth am Kölner Konservatorium Orchesterleitung. 1924 wurde er Assistent von Otto Klemperer an der Kölner Oper. 1925 bis 1929 war er musikalischer Leiter des Deutschen Landestheaters Prag. 1929 bis 1933 wechselte er als Erster Kapellmeister und musikalischer Leiter an die Frankfurter Oper. In seiner ersten Spielzeit dirigierte er am 1. Februar 1930 die Uraufführung von Schönbergs Von heute auf morgen, am 25. Mai 1930 die Uraufführung der Oper Transatlantic von George Antheil. Als Leiter der Museumskonzerte dirigierte er sechs Konzerte, mit einem Schwerpunkt auf Werken von Brahms, Bruckner und Mahler. 
Nach der nationalsozialistischen Machtergreifung wurde Steinberg am 19. März 1933 beurlaubt und am 22. Mai 1933 aufgrund des Gesetzes zur Wiederherstellung des Berufsbeamtentums entlassen. Er blieb zunächst in Frankfurt und wehrte sich erfolglos gegen seine Entlassung. Als künstlerischer Leiter des Jüdischen Kulturbundes stellte er ein Orchester aus entlassenen jüdischen Musikern der Frankfurter Oper und anderer Einrichtungen zusammen. Sein letztes Konzert in Frankfurt dirigierte er im Mai 1936.
Gemeinsam mit dem Geiger Bronisław Huberman gründete er 1936 das Sinfonieorchester Palästinas (heute: Israel Philharmonic Orchestra) und war zwei Jahre dessen erster Chefdirigent. Bis 1938 lebte Steinberg in der Schweiz. 1938 holte ihn Arturo Toscanini in die USA, wo er zunächst stellvertretender Dirigent des NBC-Sinfonieorchesters wurde. Die weiteren Stationen seiner Karriere waren: Buffalo Philharmonic Orchestra (1945 bis 1952), Pittsburgh Symphony Orchestra (1952 bis 1976), London Philharmonic Orchestra (1958 bis 1960) und das Boston Symphony Orchestra (1969 bis 1972). 
Während seiner Dirigentenlaufbahn brachte er Aaron Coplands Ballett-Suite Billy the Kid (1940), Lukas Foss’ Symphony of Chorals (1958) und Roger Sessions’ Symphony No. 8 (1968) zur Uraufführung sowie Paul Hindemiths Pittsburgh Symphony (1959) zur US-Erstaufführung.
Nach Kriegsende kehrte er mehrfach nach Frankfurt zurück, um Konzerte des Museumsorchesters zu dirigieren, so 1955, 1958, 1961 und 1964. 1955 wurde er zum Ehrenmitglied der Städtischen Bühnen ernannt.
Steinberg heiratete 1928 in Prag die Sopranistin Susanne Jicha (1889–1932). 1934 heiratete er zweiter Ehe Charlotte Stern (1903–1967), die Schwester von Paul Hirsch und Robert von Hirsch und geschiedene Frau des Schriftstellers Erich Pfeiffer-Belli. Seine Stieftochter war die Schriftstellerin Silvia Tennenbaum, sein Sohn aus zweiter Ehe der Archäologe Arthur Steinberg (1937–2022).